# Donezkyj
Donezkyj (ukrainisch Донецький; russisch Донецкий/Donezki) ist eine Siedlung städtischen Typs im mittleren Westen der ukrainischen Oblast Luhansk mit etwa 3700 Einwohnern.
Der Ort gehörte bis 2020 administrativ zur Stadtgemeinde der 8 Kilometer südlich liegenden Stadt Kirowsk und bildet hier eine Siedlungsratsgemeinde, die Oblasthauptstadt Luhansk befindet sich 49 Kilometer östlich des Ortes, südlich des Ortes verläuft die Bahnstrecke von Luhansk nach Siwersk sowie der Fluss Luhan.
Donezkyj wurde 1904 als Siedlung Kamenuwate (Каменувате) gegründet, trug dann ab 1910 den Namen Petrohrado-Donezke (Петроградо-Донецьке) und wurde 1963 zur Siedlung städtischen Typs erhoben. Aus diesem Anlass erhielt sie ihren heutigen Namen. Seit Sommer 2014 ist der Ort im Verlauf des Ukrainekrieges durch Separatisten der Volksrepublik Lugansk besetzt, sie befindet sich im unmittelbaren Frontbereich zwischen den Konfliktparteien.

## Verwaltungsgliederung
Am 12. Juni 2020 wurde die Siedlung ein Teil der neugegründeten Stadtgemeinde Kadijiwka, bis dahin bildete die Siedlung die gleichnamige Siedlungsratsgemeinde Donezkyj (Донецька селищна рада/Donezka selyschtschna rada) als Teil der Stadtratsgemeinde Kirowsk direkt unter Oblastverwaltung stehend.
Am 17. Juli 2020 wurde der Ort ein Teil des Rajons Altschewsk.